# Diocesi di San Marco Argentano-Scalea
La diocesi di San Marco Argentano-Scalea (in latino Dioecesis Sancti Marci Argentanensis-Scaleensis) è una sede della Chiesa cattolica in Italia suffraganea dell'arcidiocesi di Cosenza-Bisignano appartenente alla regione ecclesiastica Calabria. Nel 2023 contava 112.580 battezzati su 115.000 abitanti. È retta dal vescovo Stefano Rega. 
Il santo patrono è San Marco evangelista.

## Territorio
La diocesi comprende la parte settentrionale del versante tirrenico della provincia di Cosenza e i seguenti comuni: Acquappesa, Aieta, Belvedere Marittimo, Bonifati, Buonvicino, Cervicati, Cerzeto, Cetraro, Diamante, Fagnano Castello, Grisolia, Guardia Piemontese, Maierà, Malvito, Mongrassano, Mottafollone, Orsomarso, Papasidero, Praia a Mare, Roggiano Gravina, San Donato di Ninea, San Marco Argentano, San Nicola Arcella, San Sosti, Sangineto, Santa Caterina Albanese, Santa Domenica Talao, Santa Maria del Cedro, Sant'Agata di Esaro, Scalea, Tortora e Verbicaro.
Sede vescovile è la città di San Marco Argentano, dove si trova la cattedrale di San Nicola. A San Sosti sorge la basilica minore della Madonna del Pettoruto. Oltre alla cattedrale e alla basilica di San Sosti, la diocesi comprende altri tre santuari: Santa Maria della Grotta a Praia a Mare, San Francesco di Paola a Verbicaro, e Santa Maria di Monte Serra a Cetraro.
Il territorio si estende su 1.142 km² ed è suddiviso in 65 parrocchie, raggruppate in 3 vicarie: San Marco Argentano, Scalea e Belvedere Marittimo.

## Storia
Incerta e controversa è l'origine della diocesi di San Marco in Calabria. Un vivace dibattito fra gli storici nella seconda metà del XX secolo ha evidenziato due distinte ipotesi sulla nascita della diocesi, ognuna sorretta da prove avvincenti.
La prima tesi, avallata da uno storico locale, Francesco Russo, è ancora oggi sostenuta da Luigi Gazzaneo, archivista della diocesi, e dall'autore della voce sulla diocesi nell'opera collettiva Le diocesi d'Italia. Dai loro studi emerge che la diocesi di San Marco è stata eretta da Roberto il Guiscardo dopo il 1065 e prima della sua morte, avvenuta nel 1085; primo vescovo documentato è Godoino, Argentanae urbis archiepiscopus, che fu presente a Bari alla traslazione delle reliquie di san Nicola di Mira nel 1087; solo in seguito, verso la fine del XII secolo o forse all'inizio del XIII secolo, la diocesi di Malvito, i cui vescovi sarebbero ancora documentati per tutto il corso del XII secolo, fu soppressa ed il suo territorio annesso a quello di San Marco.
La seconda tesi è quella tradizionale, già sostenuta dal Barrio nel 1570, ripresa da Ferdinando Ughelli nel Seicento, ribadita all'inizio del Novecento da Paul Fabre e Jules Gay, ed infine sostenuta più recentemente da Emanuele Conti nelle pagine della rivista Archivio storico per la Calabria e la Lucania, da Paul Fridolin Kehr, e dall'autore della voce sulla diocesi di Malvito nell'opera Le diocesi d'Italia. Secondo questi autori la diocesi di San Marco è erede della diocesi di Malvito. Questa è menzionata, tra le suffraganee salernitane, in una bolla di papa Giovanni XV del 989, che delimitava la provincia ecclesiastica di Salerno recentemente creata; questa suffraganeità è confermata diverse volte dai papi successivi fino al 1058. Di Malvito si conoscono i nomi di alcuni vescovi: Lorenzo nel 1065, Gualtiero I nel 1087, Pietro nel 1122 e Gualtiero II nel 1144, che avrebbe in seguito trasferito la sede a San Marco, ponendo fine alla diocesi di Malvito.
Di certo la diocesi di San Marco fu eretta dai Normanni, che avevano fatto della città longobarda il centro delle loro operazioni militari per la conquista della valle del Crati (1048-1085). Divenne cattedrale della diocesi la chiesa di San Nicola, già nota fin dal 1087, quando, assieme alle sue pertinenze, era stata concessa dal duca Ruggero Borsa al vescovo di Malvito Gualtiero I.
Nei pressi di San Marco sorgeva l'importante abbazia di Santa Maria della Matina, dell'ordine di San Benedetto, fondata verso il 1060 e immediatamente posta sotto la protezione della Santa Sede. Oltre ai benedettini della Matina, la diocesi comprendeva altre due abbazie, quella di San Sozonte e quella comunemente conosciuta come il cenobio di Buonvicino, fondato da san Ciriaco. Alla fine del Settecento v'erano inoltre diciotto monasteri, fra cui quello dei Frati Minori di San Marco Argentano, fondato da Pietro Cathin, discepolo di san Francesco.
Nel 1479 il duca di San Marco Geronimo Sanseverino concesse alla mensa vescovile di San Marco la giurisdizione civile e altri diritti feudali su Mongrassano, casale ripopolato da profughi albanesi, e da quel momento i vescovi della diocesi poterono fregiarsi del titolo di baroni di Mongrassano.
Durante le sessioni del Concilio di Trento presero parte i vescovi Coriolano Martirano, Fabrizio Landriano e Guglielmo Sirleto, futuro cardinale. Si deve al vescovo Giovanni Antonio Grignetta, l'istituzione del seminario diocesano nel 1580, mentre un po' più tardi fu indetto il primo sinodo dal vescovo Giovan Battista Indelli nel 1627.
Il 27 giugno 1818, con la bolla De utiliori di papa Pio VII, San Marco, vacante da otto anni, fu unita aeque principaliter alla diocesi di Bisignano.
Dopo il periodo napoleonico e i lunghi periodi di sede vacante, la diocesi era tutta da ricostruire. Spettò al vescovo Felice Greco (1824-1840) questo importante compito: «egli restaurò le cattedrali, gli episcopi e i seminari e costruì a sue spese il santuario del Pettoruto, centro della devozione mariana dedicato alla Natività della Vergine». Nella seconda metà dell'Ottocento operò per ben 39 anni il vescovo Livio Parladore, che ricostruì le strutture diocesane dopo due terremoti che sconvolsero le due sedi episcopali, e prese parte al concilio Vaticano I, dove tenne un discorso in favore del dogma dell'infallibilità papale.
Nel 1834 la diocesi si ampliò, inglobando il territorio di Cetraro, che fino a quel momento era sotto la giurisdizione dell'abbazia territoriale di Montecassino.
Il 4 aprile 1979 subì nuove variazioni territoriali in forza della bolla Quo aptius di papa Giovanni Paolo II, con cui ebbe termine l'unione con Bisignano; venne infatti aggregato alla diocesi il territorio del vicariato di Scalea, che era appartenuto alla diocesi di Cassano all'Jonio, e comprensivo dei comuni di Scalea, Aieta, Orsomarso, Papasidero, Praia a Mare, San Nicola Arcella, Santa Domenica Talao, Santa Maria del Cedro, Tortora e Verbicaro; contestualmente la diocesi assunse il nome attuale.
Il 22 ottobre 1994, con la lettera apostolica Sanctus Marcus, papa Giovanni Paolo II ha confermato san Marco evangelista patrono della diocesi.
L'ultima variazione territoriale risale al 10 novembre 1997, quando sono state aggregate alla diocesi le parrocchie di Acquappesa, Intavolata e Guardia Piemontese, che erano soggette all'arcidiocesi di Cosenza-Bisignano.
Il 30 gennaio 2001 la diocesi, che era immediatamente soggetta alla Santa Sede fin dalle origini, è entrata a far parte della provincia ecclesiastica dell'arcidiocesi di Cosenza-Bisignano con la bolla Maiori Christifidelium di papa Giovanni Paolo II.

## Cronotassi dei vescovi
Si omettono i periodi di sede vacante non superiori ai 2 anni o non storicamente accertati.

### Vescovi di San Marco
- Godoino ? † (menzionato nel 1087)
- Guglielmo † (menzionato nel 1157)[16]
- Ruben † (prima del 1171 - dopo il 1183)[16]
- Unfredo † (prima del 1195[17] - dopo il 1199)
- Nicola † (menzionato electus nel 1206)[16]
- Andrea † (prima del 1216[18] - dopo il 1236)[19]
- Anonimo † (menzionato nel 1240)[20]
- Marco (o Mario) ? † (? - 10 o 18 o 28 luglio 1256 nominato vescovo di Policastro)[21]
- Fabiano † (10 o 18 o 28 luglio 1256 - dopo il 1258)
- Anonimo † (menzionato nel 1267)[22]
- Mirabello o Marabello † (prima del 28 luglio 1269[23] - circa 1275 deceduto)
- Pietro da Morano, O.F.M. † (7 aprile 1275 - ?)
- Francesco Taverna, O.F.M. † (? - circa 1278/1280 deceduto)
- Marco Mirabello † (5 dicembre 1281 - 25 febbraio 1286 nominato vescovo di Sorrento)
- Manfredo † (28 gennaio 1287 - 1321 deceduto)
- Tommaso, O.Cist. † (26 agosto 1323 - 1348 deceduto)
- Bertuccio † (3 ottobre 1348 - 1349 deceduto)
- Giovanni † (18 maggio 1349 - 1355 deceduto)
- Nicola † (30 ottobre 1374 - ? deceduto)
  - Pietro Roncella † (24 ottobre 1379 - ?) (antivescovo)
- Filippo da Ligorio o Ligonio † (prima del 1380 - dopo il 1384)
- Tommaso de Mari † (menzionato nel 1397)
- Domenico da Sora, O.F.M. † (30 luglio 1399 - 1400 deceduto)
- Mainerio, O.S.B. † (11 giugno 1400 - 1404 deceduto)
- Ludovico Embriaco dei Brancaccio, O.S.B. † (17 marzo 1404 - 1435 deceduto)
- Antonio Calà Genovisio † (26 ottobre 1435 - 11 febbraio 1446 nominato vescovo di Martirano)
- Goffredo de Castro (o Poerio?) † (11 febbraio 1446 - 1484 deceduto)
- Quintilio de Zenone † (26 gennaio 1484 - 1514 deceduto)
- Luigi de Amato † (26 gennaio 1515 - 1530 deceduto)
- Coriolano Martirano † (20 giugno 1530 - 26 agosto 1557 deceduto)
- Giovanni Antonio della Tolfa † (15 dicembre 1557 - 1562 dimesso)
- Pietro della Tolfa † (7 agosto 1562 - 1562 deceduto)
- Fabrizio Landriano † (31 agosto 1562 - 1566 deceduto)
- Guglielmo Sirleto † (6 settembre 1566 - 27 febbraio 1568 nominato vescovo di Squillace)
- Organtino Scaroli † (1º aprile 1569 - 1572 deceduto)
- Ippolito Bosco † (16 giugno 1572 - 30 gennaio 1576 nominato vescovo di Foligno)
- Matteo Guerra † (30 gennaio 1576 - 1578 deceduto)
- Giovanni Antonio Grignetta † (2 giugno 1578 - 1585 deceduto)
- Marco Antonio del Tufo † (10 maggio 1585 - 21 ottobre 1585 nominato vescovo di Mileto)
- Francesco Antonio d'Affitto † (21 ottobre 1585 - 1586 deceduto)
- Antonio Migliori † (13 ottobre 1586 - 1591 dimesso)
- Ludovico Alferio † (20 marzo 1591 - 26 marzo 1594 deceduto)
- Giovanni Girolamo Pisano † (3 ottobre 1594 - 6 giugno 1602 deceduto)
- Aurelio Novarini, O.F.M.Conv. † (1º luglio 1602 - settembre 1606 deceduto)
- Giovanni Vincenzo Consacco † (10 dicembre 1607 - 1613 deceduto)
- Gabriele Nari, O.P. † (13 novembre 1613 - 16 novembre 1623 deceduto)
- Giovan Battista Indelli † (1º luglio 1624 - 28 ottobre 1629 deceduto)
- Consalvo Caputo † (18 febbraio 1630 - 8 agosto 1633 nominato vescovo di Catanzaro)
- Defendente Brusati † (26 settembre 1633 - 22 novembre 1647 deceduto)
- Giacinto Ceolo, O.P. † (2 marzo 1648 - 1649 deceduto)
  - Sede vacante (1649-1652)
- Teodoro Fantoni, C.R.L. † (19 gennaio 1652 - 6 luglio 1684 deceduto)
- Antonio Papa † (26 marzo 1685 - 10 luglio 1687 deceduto)
- Pietro Antonio d'Alessandro † (31 maggio 1688 - 28 settembre 1693 deceduto)
- Francesco Maria Federico Carafa † (25 gennaio 1694 - 7 aprile 1704 nominato vescovo di Nola)
- Matteo Gennaro Sibilia † (19 maggio 1704 - 21 settembre 1709 deceduto)
  - Sede vacante (1709-1718)
- Bernardo Cavaliere, C.R. † (11 febbraio 1718 - luglio 1728 deceduto)
- Alessandro Magno, O.Cist. † (20 settembre 1728 - 7 settembre 1745 deceduto)
- Marcello Sacchi † (22 novembre 1745 - 3 settembre 1746 deceduto)
- Nicola Brescia † (15 maggio 1747 - 2 febbraio 1768 deceduto)
- Baldassarre de Moncada † (20 giugno 1768 - 11 aprile 1789 deceduto)
  - Sede vacante (1789-1797)
- Reginaldo Coppola, O.P. † (18 dicembre 1797 - 7 febbraio 1810 deceduto)
  - Sede vacante (1810-1819)

### Vescovi di San Marco Argentano e Bisignano
- Pasquale Mazzei † (29 settembre 1819 - 16 febbraio 1823 deceduto)
- Felice Greco † (3 maggio 1824 - 22 febbraio 1840 deceduto)
- Mariano Marsico † (22 luglio 1842 - 14 ottobre 1846 deceduto)
  - Sede vacante (1846-1849)
- Livio Parladore † (28 settembre 1849 - 19 settembre 1888 deceduto)
- Stanislao Maria de Luca † (19 settembre 1888 succeduto - 18 maggio 1894 nominato vescovo di San Severo)
- Luigi Pugliese † (5 giugno 1895 - 22 giugno 1896 nominato vescovo di Ugento)
- Carlo Vincenzo Ricotta † (22 giugno 1896 - 14 gennaio 1909 deceduto)
- Salvatore Scanu † (30 giugno 1909 - 22 gennaio 1932 deceduto)
- Demetrio Moscato † (24 giugno 1932 - 22 gennaio 1945 nominato arcivescovo di Salerno)
- Michele Rateni † (6 giugno 1945 - 7 luglio 1953 deceduto)
- Agostino Ernesto Castrillo, O.F.M. † (17 settembre 1953 - 17 ottobre 1955 deceduto)
- Luigi Rinaldi † (22 febbraio 1956 - prima del 21 ottobre 1977[24] ritirato)

### Vescovi di San Marco Argentano-Scalea
- Augusto Lauro † (7 aprile 1979 - 6 marzo 1999 ritirato)
- Domenico Crusco † (6 marzo 1999 - 7 gennaio 2011 ritirato)
- Leonardo Bonanno (7 gennaio 2011 - 10 dicembre 2022 ritirato)
- Stefano Rega, dal 10 dicembre 2022

## Statistiche
La diocesi nel 2023 su una popolazione di 115.000 persone contava 112.580 battezzati, corrispondenti al 97,9% del totale.
| anno                                       | popolazione | popolazione | popolazione | presbiteri | presbiteri | presbiteri | presbiteri                | diaconi | religiosi | religiosi | parrocchie |
| anno                                       | battezzati  | totale      | %           | numero     | secolari   | regolari   | battezzati per presbitero | diaconi | uomini    | donne     | parrocchie |
| ------------------------------------------ | ----------- | ----------- | ----------- | ---------- | ---------- | ---------- | ------------------------- | ------- | --------- | --------- | ---------- |
| diocesi di San Marco Argentano e Bisignano |             |             |             |            |            |            |                           |         |           |           |            |
| 1949                                       | ?           | 145.000     | ?           | 117        | 97         | 20         | ?                         |         | 25        | 110       | 72         |
| 1969                                       | 148.192     | 148.192     | 100,0       | 110        | 89         | 21         | 1.347                     |         | 30        | 182       | 79         |
| diocesi di San Marco Argentano-Scalea      |             |             |             |            |            |            |                           |         |           |           |            |
| 1980                                       | 110.000     | 110.000     | 100,0       | 72         | 61         | 11         | 1.527                     |         | 16        | 115       | 65         |
| 1990                                       | 105.400     | 108.400     | 97,2        | 83         | 74         | 9          | 1.269                     | 1       | 9         | 110       | 60         |
| 1999                                       | 107.000     | 112.472     | 95,1        | 83         | 76         | 7          | 1.289                     | 1       | 7         | 98        | 64         |
| 2000                                       | 108.600     | 113.700     | 95,5        | 87         | 80         | 7          | 1.248                     | 1       | 7         | 98        | 64         |
| 2001                                       | 110.172     | 112.172     | 98,2        | 97         | 90         | 7          | 1.135                     | 1       | 7         | 106       | 64         |
| 2002                                       | 110.172     | 112.472     | 98,0        | 92         | 85         | 7          | 1.197                     | 2       | 7         | 106       | 64         |
| 2003                                       | 108.512     | 110.777     | 98,0        | 92         | 85         | 7          | 1.179                     | 3       | 7         | 105       | 64         |
| 2004                                       | 108.512     | 110.777     | 98,0        | 93         | 86         | 7          | 1.166                     | 3       | 7         | 105       | 64         |
| 2010                                       | 111.049     | 113.722     | 97,6        | 89         | 82         | 7          | 1.247                     | 3       | 8         | 80        | 64         |
| 2014                                       | 112.600     | 115.600     | 97,4        | 76         | 74         | 2          | 1.481                     | 10      | 3         | 70        | 64         |
| 2017                                       | 114.300     | 117.500     | 97,3        | 74         | 72         | 2          | 1.544                     | 10      | 3         | 60        | 65         |
| 2020                                       | 113.715     | 116.900     | 97,3        | 72         | 72         |            | 1.579                     | 10      | 1         | 49        | 65         |
| 2022                                       | 112.580     | 115.000     | 97,9        | 72         | 72         |            | 1.563                     | 12      |           | 47        | 65         |
| 2023                                       | 112.580     | 115.000     | 97,9        | 70         | 70         |            | 1.608                     | 12      |           | 51        | 65         |